# Eugenia Rico
María Eugenia Álvarez Rico (Oviedo, 11 de fevereiro de 1972) é uma escritora espanhola.

## Biografia
Descendente de allandeses, Rico afirma ter desejado ser escritora desde os cinco anos, ter publicado um conto aos onze (no jornal Región) e ter fundado uma revista universitária aos vinte anos. Ela estudou Direito e Relações Internacionais em Oviedo, Toulouse e Bruxelas e se especializou em direitos humanos. Ela também fez um curso de arte dramática e, em 1992, participou de um curso de roteiro de cinema organizado pelo International Writers Circle em Cadaqués, ministrado por Fernando Trueba. Após viajar pela Argentina e Índia, e residir em diversos países, ela se estabeleceu em Madri.
Ela publicou seu primeiro romance, Los amantes tristes, em 2000, e dois anos depois ganhou o Prêmio Azorín com La muerte blanca. Seu próximo romance, La edad secreta, embora tenha sido finalista do Prêmio Primavera de 2004, recebeu uma crítica contundente no suplemento cultural Babelia do jornal El País. Com este livro, ela concluiu a trilogia que ela chamou de trilogia das paixões: Los amantes tristes (a amizade), La muerte blanca (o amor fraterno) e La edad secreta (o amor carnal). Em 2005, ela publicou um ensaio sobre a Índia, En el país de las vacas sin ojos, com o qual ganhou o Prêmio Espiritualidade daquele ano. El otoño alemán —Prêmio Ateneo de Sevilha de 2006— é, segundo suas palavras, o primeiro romance de seu ciclo sobre os quatro elementos e corresponde à água, enquanto o segundo, Aunque seamos malditas (2008), ela associa ao fogo.
Entre suas principais colaborações no rádio, destaca-se o programa Lágrimas de cocodrilo, dirigido pelo ex-repórter de Caiga quien caiga Mario Caballero e transmitido durante o verão de 2004 na Cadena Ser, onde Eugenia entrevistava escritores conhecidos e outras personalidades do cenário cultural espanhol. Em 2009, ela começou sua colaboração com a Onda Cero no programa de Isabel Gemio Te doy mi palabra com um espaço de opinião, viagens e crítica literária. Em 2011, foi escritora residente no Programa Internacional de Escritores da Universidade de Iowa. Algumas de suas obras foram traduzidas para outros idiomas e vários de seus contos fazem parte de antologias. Participante de encontros e festivais literários, ela foi jurada em diversos concursos de contos e romances. Ela escreveu artigos em várias publicações, como a Revista de Occidente, El Mundo e El País.
Em 2012, ela publicou, em parceria com Juan Cruz, que cuida do jornalismo, Saber narrar en literatura, um manual para aspirantes a escritores do Instituto Cervantes.

## Vida pessoal
Ela viveu nos Estados Unidos, Israel e Itália (atualmente vive em Veneza), e se converteu ao judaísmo por meio de casamento em Israel com o ator teatral Nadav Malamud.

## Prêmios e distinções
- Premio Azorín 2002 por La muerte blanca
- Bolsa Valle Inclán (Ministerio de Asuntos Exteriores de España, 2003-2004)
- Finalista do Premio Primavera 2004 com La edad secreta
- Prêmio Espiritualidade 2005 por En el país de las vacas sin ojos
- Primeiro prêmio na categoria de imprensa no Prêmio Periodístico Unicef-Comité Español 2005[6][7]
- Premio Ateneo de Sevilla 2006 por El otoño alemán[8]
- Prêmio Llanes de Viagens 2014 por El camino del diablo[9]
- Prêmio Bauer-Giovani 2018 do Festival Incroci di Civiltà[10]

## Obras

### Narrativa
- Los amantes tristes, novela, Planeta, Barcelona, 2000; 128 pp., ISBN 84-08-03509-6
- La muerte blanca, novela, Planeta, 2002; 200 pp., ISBN 84-08-04324-2
- La edad secreta, novela, Espasa Calpe, Madrid, 2004; 232 pp, ISBN 84-670-1413-X
- El otoño alemán,  novela, Algaida, Sevilla, 2006; 312 pp., ISBN 84-8433-944-0
- Aunque seamos malditas, novela, Suma de Letras, Madrid, 2008; 479 pp., ISBN 978-84-8365-086-8
- El fin de la raza blanca, cuentos, Páginas de Espuma, 2012; 104 pp., ISBN 978-84-8393-096-0
- El beso del canguro, novela, Suma de Letras, Barcelona, 2016; 192 pp., ISBN 978-84-8365-444-6

### Ensaio
- En el país de las vacas sin ojos, Martínez Roca, Madrid, 2005; 248 pp., ISBN 84-270-3166-1
- Saber narrar,  Instituto Cervantes y Aguilar , Madrid, 2012; 296 pp., ISBN 978-84-03-10125-8

### Em obras coletivas
(Contos se não especificado o gênero; entre parênteses os outros participantes.)
- Selena em Muelles de Madrid (José María Merino, Luis Mateo Diez e Jesús Ferrero), Sílex,  Madrid, 2003; 204 pp., ISBN 84-7737-126-1
- Las ratas y los hombres (pp. 117-119), e Noches de Bagdad (p. 231) em La paz y la palabra (Ernesto Sabato, José Saramago, Rosa Regàs e Lucía Etxebarría; editada por Manuel Francisco Reina), Odisea, Madrid, 2003; 252 pp., ISBN 84-95470-28-4
- La sala de espera (pp. 75-83) em Que la vida iba en serio…,  Martínez Roca, Barcelona, 2003; 212 páginas, ISBN 84-270-2942-X
- Tren de vida (pp. 135-138) em Sobre raíles (Milagros Frías, Marta Rivera de la Cruz, Espido Freire e Dulce Chacón), Imagine Press, Madrid, 2003; 282 pp., ISBN 84-95882-36-1
- Tierra de nadie em Suiza y la migración: Una mirada desde España (Ana María Matute, Vicente Molina Foix e Fernando Marías), Imagine Press, 2004; 286 pp., ISBN 84-95882-58-2
- El fin de la raza blanca (pp. 18-23) em 10 cuentos eróticos (Espido Freire, Lola Beccaria, Lorenzo Silva, Rafael Reig e Paula Izquierdo), Quo, Madrid, 2004; 50 pp
- La edad secreta (pp. 63-68) em Mujeres en ruta (Soledad Puértolas, Carmen Posadas, Espido Freire, Marina Mayoral e Rosa Regàs), Línea Directa,  Madrid, 2005; 68 pp
- La vida in-móvil em Dieciocho relatos móviles (Gustavo Martín Garzo, Vicente Molina Foix, Juan Manuel de Prada, Lorenzo Silva e Soledad Puértolas; ilustrações de Santiago Sequeiros), Imagine Press, 2006; 400 pp., ISBN 84-96715-00-0
- El ruido de la llave en la cerradura, artigo em 5X2=9 Diez miradas contra la violencia de género (Ángeles Caso, Espido Freire, Rosa Regàs e Lourdes Ventura), Península, Madrid, 2009; 280 pp., ISBN 978-84-8307-881-5